# Ulmeni (gmina w okręgu Călărași)
Ulmeni – gmina w Rumunii, w okręgu Călărași. Obejmuje tylko jedną miejscowość Ulmeni. W 2011 roku liczyła 4962 mieszkańców. 